# Fusarium oxysporum f.sp. carthami
Fusarium oxysporum f.sp. carthami là một loài nấm gây bệnh cho cây.

## Hình ảnh

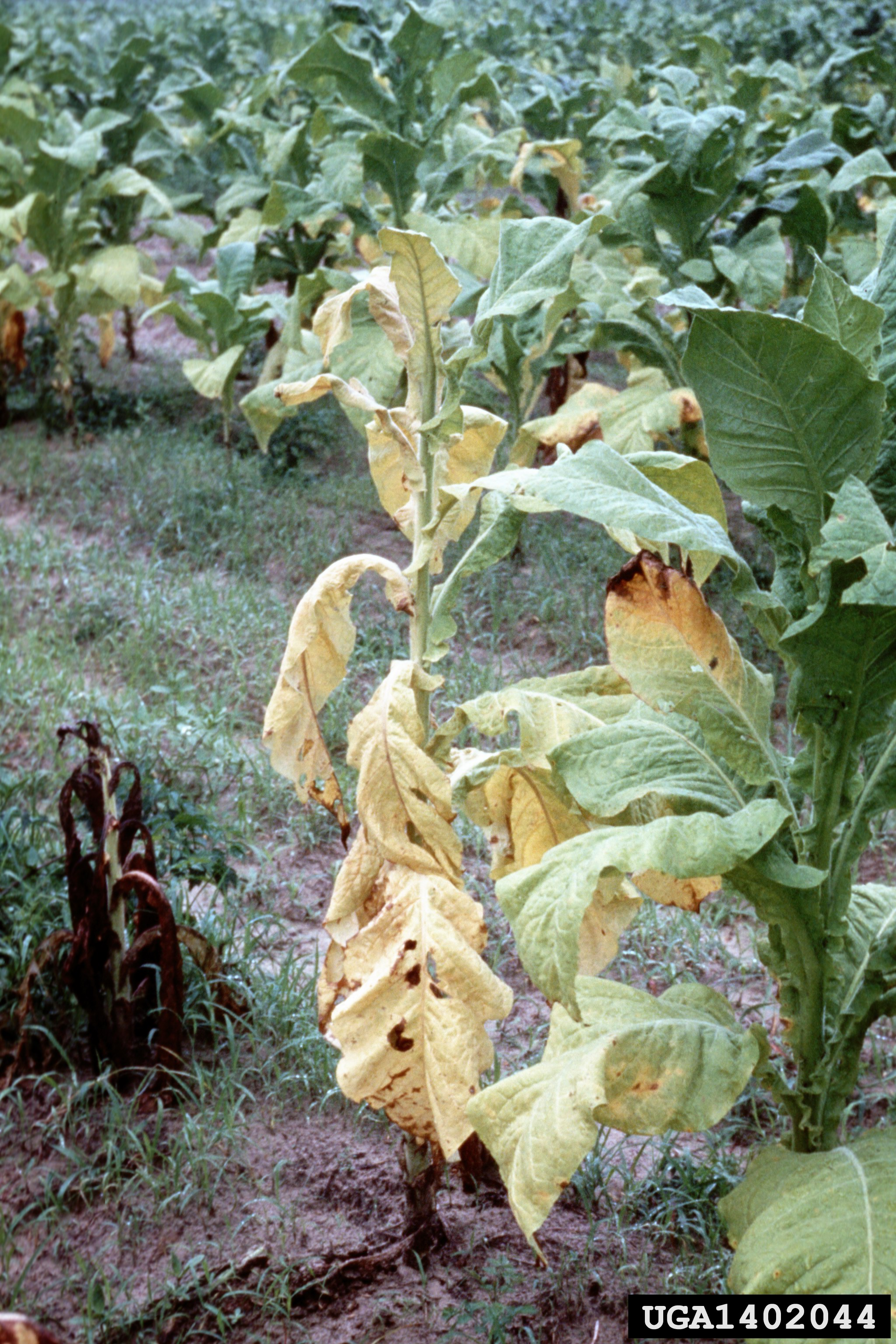
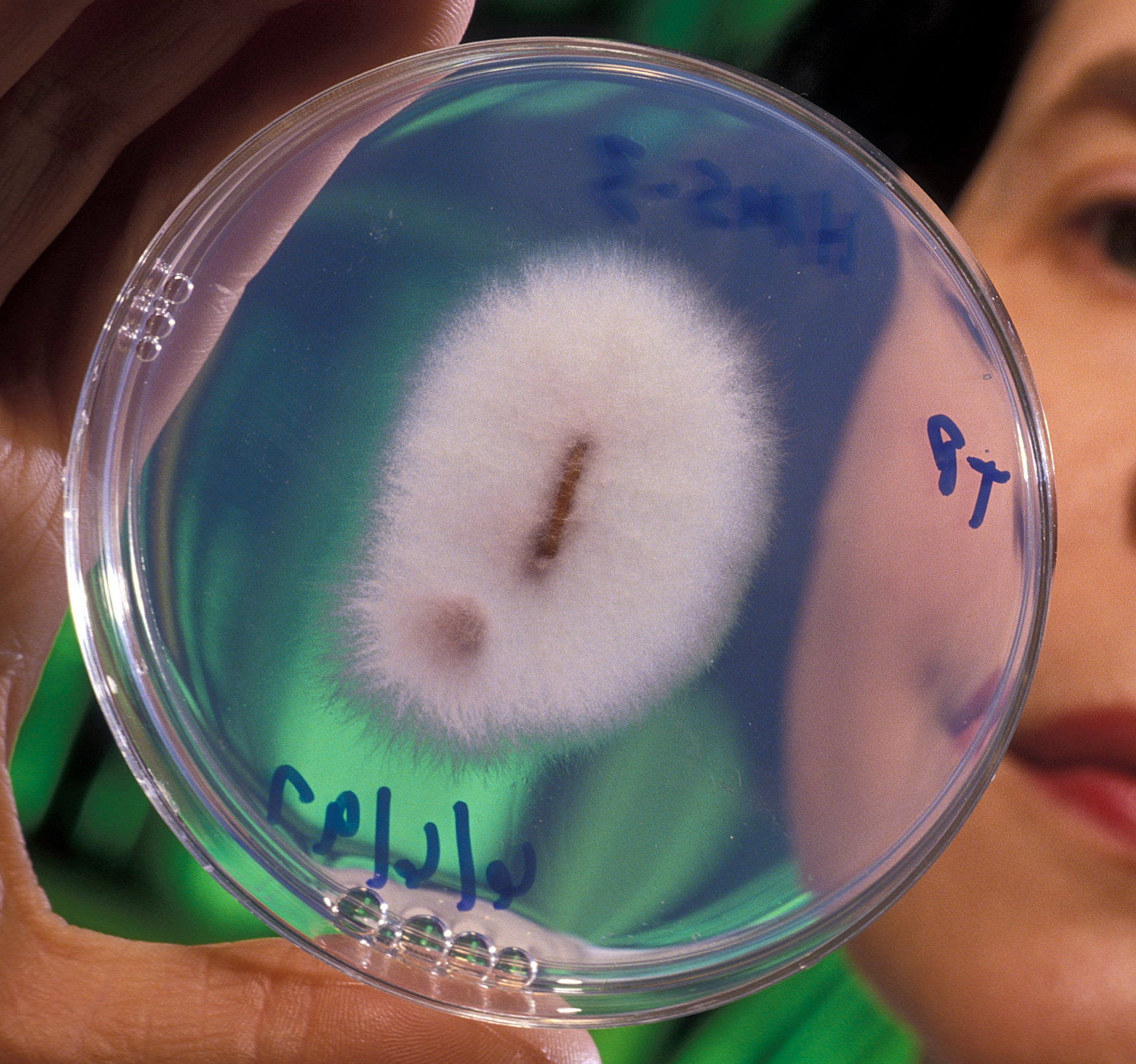
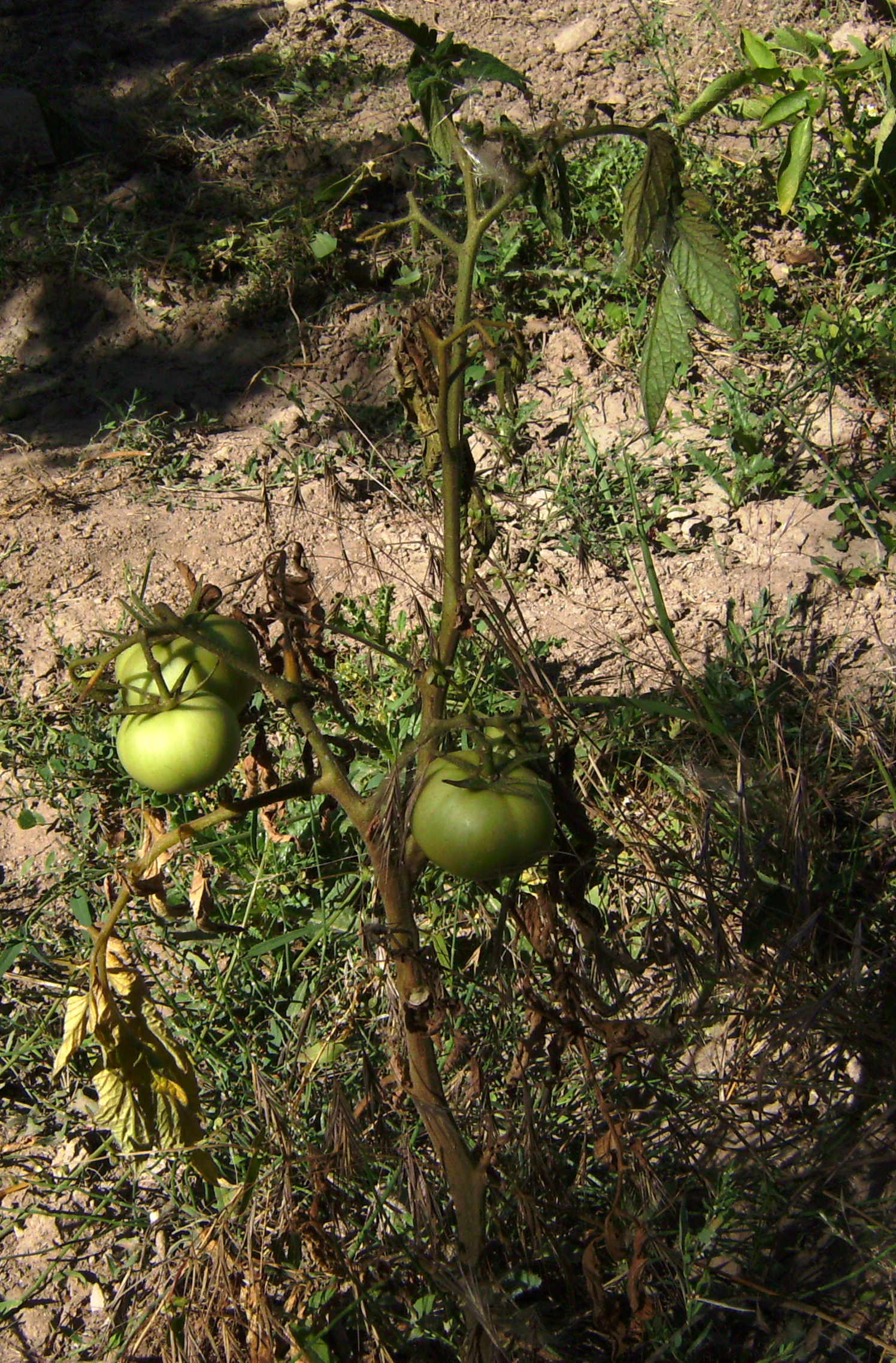